# Saison 11 de Ninjago
 (avril 2020).
Si vous disposez d'ouvrages ou d'articles de référence ou si vous connaissez des sites web de qualité traitant du thème abordé ici, merci de compléter l'article en donnant les références utiles à sa vérifiabilité et en les liant à la section « Notes et références ».
Chronologie
Saison 10 Saison 12
La onzième saison de la série Ninjago, est nommée Les secrets du Spinjitzu Interdit (Secrets of Forbidden Spinjitzu). Elle comporte deux chapitres, le chapitre de feu et le chapitre de glace. Elle est diffusée aux États-Unis sur Cartoon Network du 22 juin 2019 au 1er février 2020. En France, elle est diffusée du 21 octobre 2019 au 27 décembre 2019 sur France 4.

## Production
Cette saison marque un changement dans la durée des épisodes passant de 22 minutes à 11 minutes.

## Épisodes du chapitre de feu

### Épisode 1:Un potentiel gâché
- États-Unis : 22 juin 2019 sur Cartoon Network
- France : 21 octobre 2019 sur France 4

### Épisode 2:En quête d'une quête
- États-Unis : 22 juin 2019 sur Cartoon Network
- France : 21 octobre 2019 sur France 4

### Épisode 3:Première attaque
- États-Unis : 29 juin 2019 sur Cartoon Network
- France : 21 octobre 2019 sur France 4

### Épisode 4:Le ventre de la bête
- États-Unis : 29 juin 2019 sur Cartoon Network
- France : 22 octobre 2019 sur France 4

### Épisode 5:Pièges divers et comment y survivre
- États-Unis : 6 juillet 2019 sur Cartoon Network
- France : 22 octobre 2019 sur France 4

### Épisode 6:Pas de repos pour l'info
- États-Unis : 6 juillet 2019 sur Cartoon Network
- France : 22 octobre 2019 sur France 4

### Épisode 7:Des Ninjas et de la lave!
- États-Unis : 13 juillet 2019 sur Cartoon Network
- France : 23 octobre 2019 sur France 4

### Épisode 8:Le désastre du serpent
- États-Unis : 13 juillet 2019 sur Cartoon Network
- France : 23 octobre 2019 sur France 4

### Épisode 9:Le pouvoir perdu
- États-Unis : 20 juillet 2019 sur Cartoon Network
- France : 23 octobre 2019 sur France 4

### Épisode 10:Une histoire ancienne
- États-Unis : 20 juillet 2019 sur Cartoon Network
- France : 24 octobre 2019 sur France 4

### Épisode 11:Méfiez-vous des humains
- États-Unis : 27 juillet 2019 sur Cartoon Network
- France : 24 octobre 2019 sur France 4

### Épisode 12:Assiégés
- États-Unis : 27 juillet 2019 sur Cartoon Network
- France : 24 octobre 2019 sur France 4

### Épisode 13:Le club des explorateurs
- États-Unis : 3 août 2019 sur Cartoon Network
- France : 25 octobre 2019 sur France 4

### Épisode 14:À moi la vengeance!
- États-Unis : 3 août 2019 sur Cartoon Network
- France : 25 octobre 2019 sur France 4

### Épisode 15:Un adieu glacial
- États-Unis : 10 août 2019 sur Cartoon Network
- France : 25 octobre 2019 sur France 4

## Épisodes du chapitre de glace

### Épisode 16:Le Royaume de Non-Retour
- États-Unis : 14 décembre 2019 sur Cartoon Network
- France : 23 décembre 2019 sur France 4

### Épisode 17:Le faiseur de feu
- États-Unis : 14 décembre 2019 sur Cartoon Network
- France : 23 décembre 2019 sur France 4

### Épisode 18:Un allié inattendu
- États-Unis : 21 décembre 2019 sur Cartoon Network
- France : 23 décembre 2019 sur France 4

### Épisode 19:Le pire de tous!
- États-Unis : 21 décembre 2019 sur Cartoon Network
- France : 24 décembre 2019 sur France 4

### Épisode 20:Le message
- États-Unis : 28 décembre 2019 sur Cartoon Network
- France : 24 décembre 2019 sur France 4

### Épisode 21:L'arbre du voyageur
- États-Unis : 28 décembre 2019 sur Cartoon Network
- France : 24 décembre 2019 sur France 4

### Épisode 22:Pauvre Krag
- États-Unis : 4 janvier 2020 sur Cartoon Network
- France : 25 décembre 2019 sur France 4

### Épisode 23:Le secret du loup
- États-Unis : 4 janvier 2020 sur Cartoon Network
- France : 25 décembre 2019 sur France 4

### Épisode 24:Le dernier métamorphe
- États-Unis : 11 janvier 2020 sur Cartoon Network
- France : 25 décembre 2019 sur France 4

### Épisode 25:Ami, ennemi
- États-Unis : 11 janvier 2020 sur Cartoon Network
- France : 26 décembre 2019 sur France 4

### Épisode 26:Le protocole Kaiju
- États-Unis : 18 janvier 2020 sur Cartoon Network
- France : 26 décembre 2019 sur France 4

### Épisode 27:Corruption
- États-Unis : 18 janvier 2020 sur Cartoon Network
- France : 26 décembre 2019 sur France 4

### Épisode 28:Un espoir fragile
- États-Unis : 25 janvier 2020 sur Cartoon Network
- France : 27 décembre 2019 sur France 4

### Épisode 29:Une fois pour toutes
- États-Unis : 25 janvier 2020 sur Cartoon Network
- France : 27 décembre 2019 sur France 4

### Épisode 30:Le réveil
- États-Unis : 1er février 2020 sur Cartoon Network
- France : 27 décembre 2019 sur France 4